# ملودیا
ملودیا (روسی: Мелодия) شرکت رسانه‌ای روس است، که در سال ۱۹۶۴ تأسیس شد.